# 岐阜県道71号中津川停車場線
岐阜県道71号中津川停車場線（ぎふけんどう71ごう なかつがわていしゃじょうせん）は、岐阜県中津川市の中津川停車場から同市中津川に至る主要地方道に指定された県道である。

## 概要
国道19号からJR中央本線中津川駅への連絡道路で、起点から終点までほぼ全線にわたって上り坂が続く。
中津川市の姉妹都市であるブラジル連邦共和国レジストロ市に因み、「レジストロ通り」との愛称が付けられており、市民に親しまれている。

### 路線データ
- 起点：中津川停車場（中津川市）[4]
- 終点：中津川市中津川[4][注釈 1]（国道19号交点）
- 重要な経過地：なし[4]
- 実延長：1.366 km[1]

## 路線状況

### 通称
- レジストロ通り

## 地理

### 通過する自治体
- 岐阜県
  - 中津川市

### 交差する道路
- 国道19号中津川バイパス（中津川市日の出町、終点）

### 沿線
- JR中央本線中津川駅
- 十六銀行中津川支店
- 岐阜信用金庫中津川支店
- あいち銀行中津川支店
- すや本店
- ルビットタウン中津川
- 八十二銀行中津川支店
- 大垣共立銀行中津川支店
- 中津川市立東小学校